# Marselino Ferdinan
Marselino Ferdinan Philipus (Giacarta, 9 settembre 2004) è un calciatore indonesiano, attaccante dell'Oxford United e della nazionale indonesiana.

## Caratteristiche tecniche
Nel 2021, è stato inserito nella lista "Next Generation" dei sessanta migliori talenti nati nel 2004, redatta dal quotidiano inglese The Guardian.

## Carriera

### Club
Cresciuto nel settore giovanile del Persebaya Surabaya, debutta in prima squadra il 12 settembre 2021, in occasione dell'incontro di Liga 1 vinto per 3-1 contro il Persikabo 1973.
Il 1º febbraio 2023 viene acquistato dai belgi del Deinze, firmando un contratto valido fino al 2024, con opzione di estenderlo per un altro anno.
Ad Agosto 2024 firma un contratto da professionista con la squadra dell'Oxford United

### Nazionale
Ha giocato numerose partite con le varie nazionali giovanili indonesiane.
Il 27 gennaio 2022 esordisce con la nazionale maggiore indonesiana nell'amichevole vinta per 4-1 contro il Timor Est.

## Statistiche

### Presenze e reti nei club
Statistiche aggiornate al 19 febbraio 2023.
| Stagione                  | Squadra                   | Campionato                | Campionato | Campionato | Coppe nazionali | Coppe nazionali | Coppe nazionali | Coppe continentali | Coppe continentali | Coppe continentali | Altre coppe | Altre coppe | Altre coppe | Totale | Totale |
| Stagione                  | Squadra                   | Comp                      | Pres       | Reti       | Comp            | Pres            | Reti            | Comp               | Pres               | Reti               | Comp        | Pres        | Reti        | Pres   | Reti   |
| ------------------------- | ------------------------- | ------------------------- | ---------- | ---------- | --------------- | --------------- | --------------- | ------------------ | ------------------ | ------------------ | ----------- | ----------- | ----------- | ------ | ------ |
| 2021-2022                 | Persebaya Surabaya        | L1                        | 23         | 4          | PP              | 2               | 0               |                    | -                  | -                  |             | -           | -           | 25     | 4      |
| 2022-gen. 2023            | Persebaya Surabaya        | L1                        | 7          | 3          |                 | -               | -               |                    | -                  | -                  |             | -           | -           | 7      | 3      |
| Totale Persebaya Surabaya | Totale Persebaya Surabaya | Totale Persebaya Surabaya | 30         | 7          |                 | -               | -               |                    | -                  | -                  |             | -           | -           | 32     | 7      |
| gen.-giu. 2023            | Deinze                    | D2                        | 4          | 1          | CB              | -               | -               |                    | -                  | -                  |             | -           | -           | 4      | 1      |
| 2023-2024                 | Deinze                    | D2                        | 3          | 0          | CB              | -               | -               |                    | -                  | -                  |             | -           | -           | 3      | 0      |
| Totale Deinze             | Totale Deinze             | Totale Deinze             | 7          | 1          |                 | -               | -               |                    | -                  | -                  |             | -           | -           | 7      | 1      |
| 2024-2025                 | Oxford Utd                | FLC                       | 1          | 0          | FACup+CdL       | 1               | 0               |                    | -                  | -                  |             | -           | -           | 2      | 0      |
| Totale carriera           | Totale carriera           | Totale carriera           | 38         | 8          |                 | 3               | 0               |                    | -                  | -                  |             | -           | -           | 41     | 8      |

### Cronologia presenze e reti in nazionale
| Cronologia completa delle presenze e delle reti in nazionale ― Indonesia | Cronologia completa delle presenze e delle reti in nazionale ― Indonesia | Cronologia completa delle presenze e delle reti in nazionale ― Indonesia | Cronologia completa delle presenze e delle reti in nazionale ― Indonesia | Cronologia completa delle presenze e delle reti in nazionale ― Indonesia | Cronologia completa delle presenze e delle reti in nazionale ― Indonesia | Cronologia completa delle presenze e delle reti in nazionale ― Indonesia | Cronologia completa delle presenze e delle reti in nazionale ― Indonesia |
| Data                                                                     | Città                                                                    | In casa                                                                  | Risultato                                                                | Ospiti                                                                   | Competizione                                                             | Reti                                                                     | Note                                                                     |
| ------------------------------------------------------------------------ | ------------------------------------------------------------------------ | ------------------------------------------------------------------------ | ------------------------------------------------------------------------ | ------------------------------------------------------------------------ | ------------------------------------------------------------------------ | ------------------------------------------------------------------------ | ------------------------------------------------------------------------ |
| 27-1-2022                                                                | Gianyar                                                                  | Indonesia                                                                | 4 – 1                                                                    | Timor Est                                                                | Amichevole                                                               | -                                                                        | 66’                                                                      |
| 30-1-2022                                                                | Gianyar                                                                  | Indonesia                                                                | 3 – 0                                                                    | Timor Est                                                                | Amichevole                                                               | -                                                                        |                                                                          |
| 1-6-2022                                                                 | Soreang                                                                  | Indonesia                                                                | 0 – 0                                                                    | Bangladesh                                                               | Amichevole                                                               | -                                                                        | 65’                                                                      |
| 11-6-2022                                                                | Al Kuwait                                                                | Indonesia                                                                | 0 – 1                                                                    | Giordania                                                                | Qual. Coppa d'Asia 2023                                                  | -                                                                        | 85’                                                                      |
| 14-6-2022                                                                | Al Kuwait                                                                | Indonesia                                                                | 7 – 0                                                                    | Nepal                                                                    | Qual. Coppa d'Asia 2023                                                  | 1                                                                        | 46’                                                                      |
| 24-9-2022                                                                | Bandung                                                                  | Indonesia                                                                | 3 – 2                                                                    | Curaçao                                                                  | Amichevole                                                               | -                                                                        | 46’                                                                      |
| 27-9-2022                                                                | Cibinong                                                                 | Indonesia                                                                | 2 – 1                                                                    | Curaçao                                                                  | Amichevole                                                               | -                                                                        | 54’ 60’                                                                  |
| 23-12-2022                                                               | Giacarta                                                                 | Indonesia                                                                | 2 – 1                                                                    | Cambogia                                                                 | AFF Cup 2022 - 1º turno                                                  | -                                                                        |                                                                          |
| 29-12-2022                                                               | Giacarta                                                                 | Indonesia                                                                | 1 – 1                                                                    | Thailandia                                                               | AFF Cup 2022 - 1º turno                                                  | -                                                                        | 87’                                                                      |
| 2-1-2023                                                                 | Manila                                                                   | Filippine                                                                | 1 – 2                                                                    | Indonesia                                                                | AFF Cup 2022 - 1º turno                                                  | 1                                                                        | 83’                                                                      |
| 6-1-2023                                                                 | Giacarta                                                                 | Indonesia                                                                | 0 – 0                                                                    | Vietnam                                                                  | AFF Cup 2022 - Semifinale                                                | -                                                                        | 90+4’                                                                    |
| 9-1-2023                                                                 | Hanoi                                                                    | Vietnam                                                                  | 2 – 0                                                                    | Indonesia                                                                | AFF Cup 2022 - Semifinale                                                | -                                                                        | 78’                                                                      |
| 14-6-2023                                                                | Surabaya                                                                 | Indonesia                                                                | 0 – 0                                                                    | Palestina                                                                | Amichevole                                                               | -                                                                        | 71’                                                                      |
| 19-6-2023                                                                | Giacarta                                                                 | Indonesia                                                                | 0 – 2                                                                    | Argentina                                                                | Amichevole                                                               | -                                                                        | 85’                                                                      |
| 2-1-2024                                                                 | Aksu                                                                     | Libia                                                                    | 4 – 0                                                                    | Indonesia                                                                | Amichevole                                                               | -                                                                        | 46’ 87’                                                                  |
| 5-1-2024                                                                 | Aksu                                                                     | Indonesia                                                                | 1 – 2                                                                    | Libia                                                                    | Amichevole                                                               | -                                                                        | 75’                                                                      |
| 9-1-2024                                                                 | Al Rayyan                                                                | Iran                                                                     | 5 – 0                                                                    | Indonesia                                                                | Amichevole                                                               | -                                                                        | 63’                                                                      |
| 15-1-2024                                                                | Al Rayyan                                                                | Indonesia                                                                | 1 – 3                                                                    | Iraq                                                                     | Coppa d'Asia 2023 - 1º turno                                             | 1                                                                        |                                                                          |
| 19-1-2024                                                                | Doha                                                                     | Vietnam                                                                  | 0 – 1                                                                    | Indonesia                                                                | Coppa d'Asia 2023 - 1º turno                                             | -                                                                        |                                                                          |
| 24-1-2024                                                                | Doha                                                                     | Giappone                                                                 | 3 – 1                                                                    | Indonesia                                                                | Coppa d'Asia 2023 - 1º turno                                             | -                                                                        | 42’ 89’                                                                  |
| 28-1-2024                                                                | Al Rayyan                                                                | Australia                                                                | 4 – 0                                                                    | Indonesia                                                                | Coppa d'Asia 2023 - Ottavi di finale                                     | -                                                                        |                                                                          |
| 21-3-2024                                                                | Giacarta                                                                 | Indonesia                                                                | 1 – 0                                                                    | Vietnam                                                                  | Qual. Mondiali 2026                                                      | -                                                                        | 87’                                                                      |
| 26-3-2024                                                                | Hanoi                                                                    | Vietnam                                                                  | 0 – 3                                                                    | Indonesia                                                                | Qual. Mondiali 2026                                                      | -                                                                        |                                                                          |
| 2-6-2024                                                                 | Giacarta                                                                 | Indonesia                                                                | 0 – 0                                                                    | Tanzania                                                                 | Amichevole                                                               | -                                                                        | 78’                                                                      |
| 6-6-2024                                                                 | Giacarta                                                                 | Indonesia                                                                | 0 – 2                                                                    | Iraq                                                                     | Qual. Mondiali 2026                                                      | -                                                                        | 88’                                                                      |
| 11-6-2024                                                                | Giacarta                                                                 | Indonesia                                                                | 2 – 0                                                                    | Filippine                                                                | Qual. Mondiali 2026                                                      | -                                                                        |                                                                          |
| 5-9-2024                                                                 | Riad                                                                     | Arabia Saudita                                                           | 1 – 1                                                                    | Indonesia                                                                | Qual. Mondiali 2026                                                      | -                                                                        | 58’                                                                      |
| 10-9-2024                                                                | Giacarta                                                                 | Indonesia                                                                | 0 – 0                                                                    | Australia                                                                | Qual. Mondiali 2026                                                      | -                                                                        | 57’                                                                      |
| 10-10-2024                                                               | Riffa                                                                    | Bahrein                                                                  | 2 – 2                                                                    | Indonesia                                                                | Qual. Mondiali 2026                                                      | -                                                                        | 58’ 90+4’                                                                |
| 15-10-2024                                                               | Tsingtao                                                                 | Cina                                                                     | 2 – 1                                                                    | Indonesia                                                                | Qual. Mondiali 2026                                                      | -                                                                        | 46’                                                                      |
| 15-11-2024                                                               | Giacarta                                                                 | Indonesia                                                                | 0 – 4                                                                    | Giappone                                                                 | Qual. Mondiali 2026                                                      | -                                                                        | 76’                                                                      |
| 19-11-2024                                                               | Giacarta                                                                 | Indonesia                                                                | 2 – 0                                                                    | Arabia Saudita                                                           | Qual. Mondiali 2026                                                      | 2                                                                        | 78’                                                                      |
| 9-12-2024                                                                | Yangon                                                                   | Birmania                                                                 | 0 – 1                                                                    | Indonesia                                                                | AFF Cup 2024 - 1º turno                                                  | -                                                                        | 88’                                                                      |
| 12-12-2024                                                               | Surakarta                                                                | Indonesia                                                                | 3 – 3                                                                    | Laos                                                                     | AFF Cup 2024 - 1º turno                                                  | -                                                                        | 40’, 69’                                                                 |
| 21-12-2024                                                               | Surakarta                                                                | Indonesia                                                                | 0 – 1                                                                    | Filippine                                                                | AFF Cup 2024 - 1º turno                                                  | -                                                                        | 79’                                                                      |
| 20-3-2025                                                                | Sydney                                                                   | Australia                                                                | 5 – 1                                                                    | Indonesia                                                                | Qual. Mondiali 2026                                                      | -                                                                        | 79’                                                                      |
| 25-3-2025                                                                | Giacarta                                                                 | Indonesia                                                                | 1 – 0                                                                    | Bahrein                                                                  | Qual. Mondiali 2026                                                      | -                                                                        | 34’ 74’                                                                  |
| 10-6-2025                                                                | Suita                                                                    | Giappone                                                                 | 6 – 0                                                                    | Indonesia                                                                | Qual. Mondiali 2026                                                      | -                                                                        | 42’                                                                      |
| Totale                                                                   |                                                                          | Presenze                                                                 | 38                                                                       |                                                                          | Reti                                                                     | 5                                                                        |                                                                          |